# PlayTape

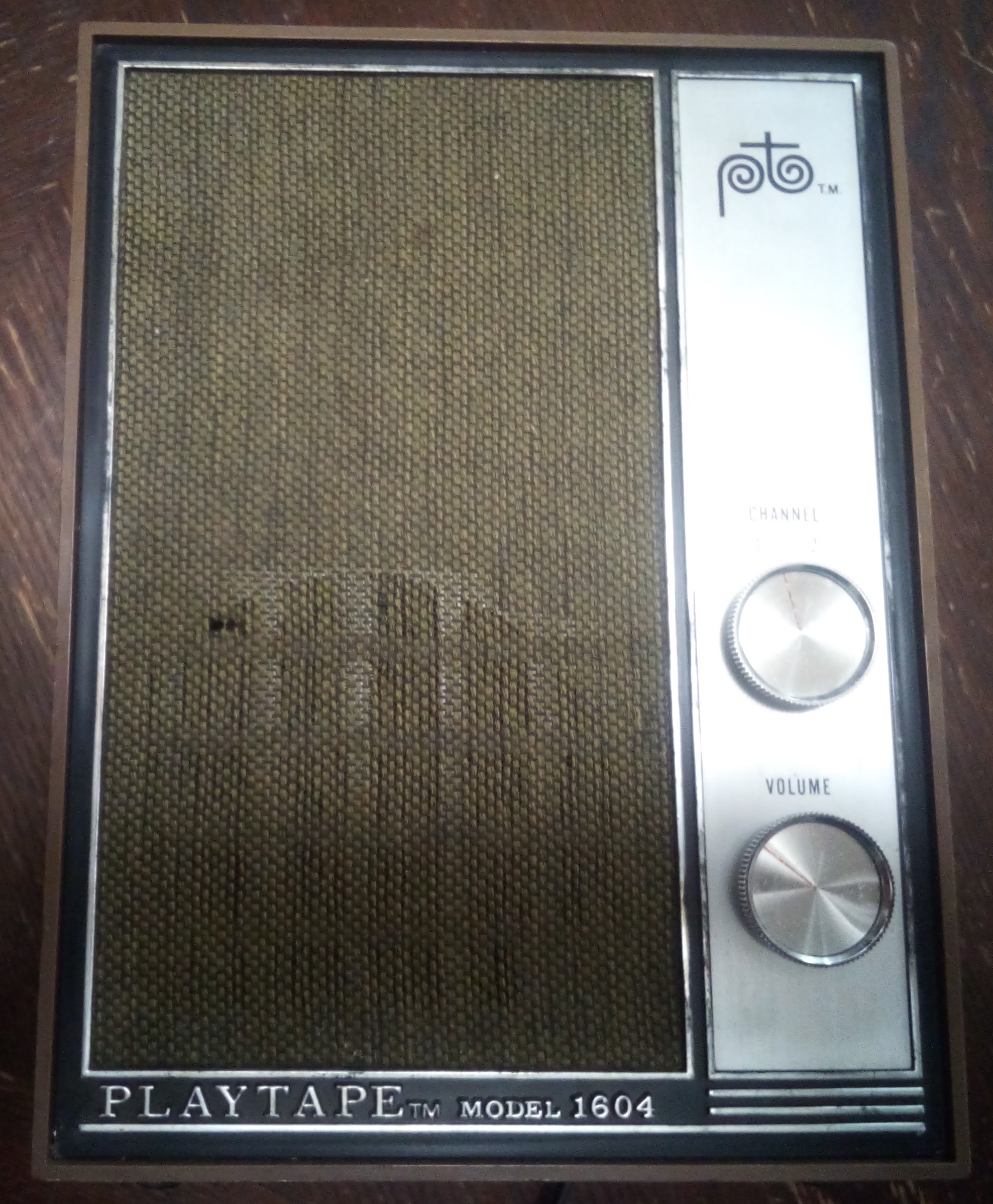
Modelo 1604

PlayTape es una cinta de audio de 3,2 mm y un sistema reproducción mono y estéreo introducido en 1966 por Frank Stanton. Es un sistema de dos pistas y se lanzó para competir con la tecnología existente del cartucho de 4 pistas. Los cartuchos se reproducen entre 8 y 24 minutos y son continuos. Debido a su portabilidad, PlayTape fue un éxito casi instantáneo, y para 1968 más de 3.000 artistas habían publicado en este formato. Las carcasas blancas generalmente indicaban que había unas ocho canciones en la cinta.

## Presentación de PlayTape
En el momento del lanzamiento de PlayTape, los discos de vinilo reinaban en el mercadi, y el Stereo-Pak de Earl Muntz (basado en el sistema «Fidelipac») también era un popular sistema de audio. Sus reproductores para automóviles se ofrecían con sonido estéreo. El sistema de 8 pistas de Bill Lear, aunque ya en producción, aún no había alcanzado su potencial en el mercado. Además, ni Lear ni Muntz ofrecían un reproductor portátil, aunque Muntz finalmente comercializó uno.
Si bien PlayTape tuvo cierto éxito en llegar a la audiencia juvenil, no tuvo tanto éxito en el mercado empresarial. Stanton comercializó su dispositivo como un dictáfono, pero no pudo persuadir a las empresas para que adoptaran su creación. Los problemas de calidad de los reproductores limitaron las ventas y, en última instancia, la introducción de reproductores portátiles y domésticos por parte de los fabricantes de los sistemas de 4 y 8 pistas, llevaron a la desaparición de PlayTape.

## Reproductores para automóviles
Solo un puñado de pequeños reproductores compactos y unos pocos reproductores de automóviles muy raros se vendieron al mercado abierto. En Estados Unidos, Volkswagen fue el único fabricante que ofreció un reproductor PlayTape como equipo opcional. Actualmente son artículos de colección.
Volkswagen vio una oportunidad de mercado en los Estados Unidos para reproductores de audio para automóviles en 1968. Frank Stanton, presidente de PlayTape, anunció que Motorola fabricaría un reproductor para automóviles como modelo para el mercado de accsoerios y OEM, para Volkswagen. El modelo OEM «Sapphire I» fue diseñado para su instalación en el tablero e incluía una radio AM. La versión para el mercado de accesorios «Sapphire II» no tenía radio y fue diseñada para colgar del tablero. El precio de cualquiera de las unidades era de unos 40 dólares estadounidenses (hoy 350 dólares estadounidenses).
Stanton también afirmó que los distribuidores de VW tendrían alrededor de 250 títulos de PlayTape a la venta, y que algunos también venderían la línea completa de reproductores portátiles y domésticos de PlayTape. «Creemos que los vendedores de Volkswagen podrán interesar al comprador de un Sapphire I, para que también adquieran un modelo complementario para su hogar», dijo Stanton.

## Mensaje por correo

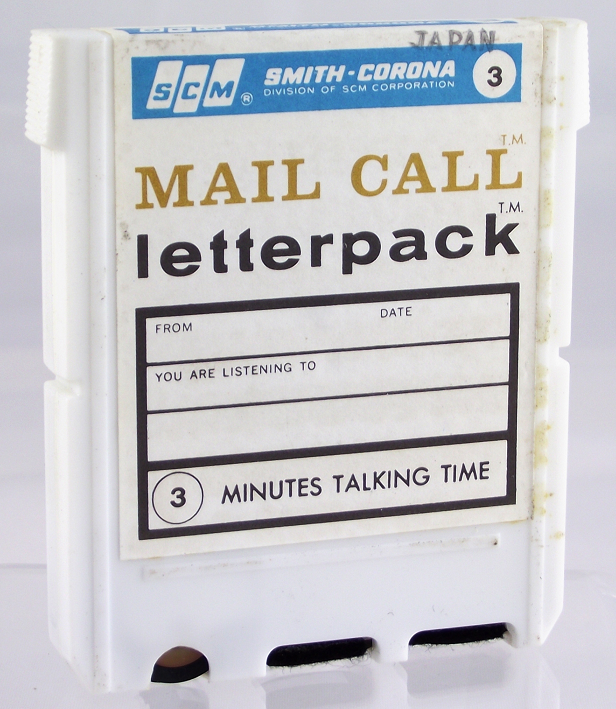
Smith-Corona Mail Call Letterpack

En 1967, Smith Corona (SCM) usó este formato de cartucho el Mail Call, un dispositivo que contenía la unidad PlayTape. Su diseño se asemejaba a un teléfono y usaba cartuchos de cinta blancos PlayTape, ofrecidos en capacidades de 3, 6 y 10 minutos de tiempo de grabación para ser enviados como cartas de voz con un costo de envío económico. Los extremos del bucle de la cinta se fijaron con una cinta adhesiva con una parte superior conductora para evitar sobrescribir la misma grabación.

## HIPAC
HiPac fue un sucesor del cartucho PlayTape con algunos cambios, introducido en Japón en 1971, desapareciendo poco después. Tuvo un pequeño regreso a mediados de la década de 1970 en los juguetes educativos para niños.